# Grijze woestijnspitsmuis
De grijze woestijnspitsmuis (Notiosorex crawfordi)  is een zoogdier uit de familie van de spitsmuizen (Soricidae). De wetenschappelijke naam van de soort werd voor het eerst geldig gepubliceerd door Coues in 1877.

## Voorkomen
De soort komt voor in Mexico en de Verenigde Staten.